# Stjarnan knattspyrna kvenna
Lo Stjarnan knattspyrna kvenna è la squadra di calcio femminile della polisportiva islandese Ungmennafélagið Stjarnan (italiano: le stelle della gioventù), con sede a Garðabær. Il club milita nella Úrvalsdeild kvenna, la massima serie del campionato islandese femminile di calcio.

## Curiosità
In occasione della conquista del secondo titolo di campione nazionale, conseguito nella stagione 2013, la squadra ha vinto tutte le 18 partite in programma, mettendo a segno 69 reti e subendone soltanto 6.

## Palmarès
- Campionato islandese: 4 :

2011, 2013, 2014 , 2016
- Coppa d'Islanda: 3

2012, 2014, 2015
- Deildabikar kvenna: 5

2011, 2013, 2014, 2015, 2023
- Supercoppa islandese: 2

2012 , 2015 

## Statistiche

### Risultati nelle competizioni UEFA
| Stagione | Competizione     | Fase                     | Avversario         | Risultato | Risultato | Risultato |
| Stagione | Competizione     | Fase                     | Avversario         | andata    | ritorno   | aggregato |
| -------- | ---------------- | ------------------------ | ------------------ | --------- | --------- | --------- |
| 2012-13  | Champions League | sedicesimi di finale     | Zorkij Krasnogorsk | 0-0       | 1-3       | 1-3       |
| 2014-15  | Champions League | sedicesimi di finale     | Zvezda 2005 Perm'  | 2-5       | 1-3       | 3-8       |
| 2015-16  | Champions League | gironi di qualificazione | Hibernians         | 5-0       | 5-0       | 5-0       |
| 2015-16  | Champions League | gironi di qualificazione | KÍ Klaksvík        | 4-0       | 4-0       | 4-0       |
| 2015-16  | Champions League | gironi di qualificazione | Apollōn Limassol   | 2-0       | 2-0       | 2-0       |
| 2015-16  | Champions League | sedicesimi di finale     | Zvezda Perm'       | 1-3       | 1-3       | 2-6       |
| 2017-18  | Champions League | gironi di qualificazione | KÍ Klaksvík        | 9-0       | 9-0       | 9-0       |
| 2017-18  | Champions League | gironi di qualificazione | Istatov            | 11-0      | 11-0      | 11-0      |
| 2017-18  | Champions League | gironi di qualificazione | Osijek             | 1-0       | 1-0       | 1-0       |
| 2017-18  | Champions League | sedicesimi di finale     | Rossijanka         | 1-1       | 4-0       | 5-1       |
| 2017-18  | Champions League | ottavi di finale         | Slavia Praga       | 1-2       | 0-0       | 1-2       |

## Organico

### Rosa 2020
Rosa, ruoli e numeri di maglia come da sito della federazione islandese e aggiornati al 15 ottobre 2020.
| N. |                          | Ruolo | Calciatrice                                  |
| -- | ------------------------ | ----- | -------------------------------------------- |
| 1  | Islanda (bandiera)       | P     | Birta Gudlaugsdóttir                         |
| 3  | Islanda (bandiera)       | D     | Arna Dís Arnþórsdóttir                       |
| 4  | Islanda (bandiera)       | C     | Katrín Ósk Sveinbjörnsdóttir                 |
| 5  | Islanda (bandiera)       | C     | Hugrún Elvarsdótir                           |
| 6  | Islanda (bandiera)       | C     | Anita Ýr Þorvaldsdóttir                      |
| 7  | Inghilterra (bandiera)   | C     | Shameeka Fishley                             |
| 8  | Islanda (bandiera)       | D     | Ingibjörg Lúcia Ragnarsdóttir                |
| 9  | Islanda (bandiera)       | C     | Hildigunner Ýr Benediktsdóttir               |
| 10 | Islanda (bandiera)       | D     | Anna María Baldursdóttir                     |
| 11 | Nuova Zelanda (bandiera) | C     | Betsy Hassett                                |
| 12 | Canada (bandiera)        | P     | Erin McLeod (in prestito dall'Orlando Pride) |
| 14 | Islanda (bandiera)       | C     | Snædis Maria Jörundsdóttir                   |

| N. |                    | Ruolo | Calciatrice                   |
| -- | ------------------ | ----- | ----------------------------- |
| 15 | Islanda (bandiera) | C     | Katrin Mist Kristinsdóttir    |
| 16 | Islanda (bandiera) | D     | Sædis Rún Heiðarsdóttir       |
| 17 | Islanda (bandiera) | C     | Maria Sól Jakobsdóttir        |
| 18 | Islanda (bandiera) | A     | Jasmín Erla Ingadóttir        |
| 19 | Italia (bandiera)  | C     | Angela Pia Caloia             |
| 20 | Islanda (bandiera) | C     | Lára Mist Baldursdótir        |
| 22 | Islanda (bandiera) | C     | Elin Helga Ingadóttir         |
| 23 | Islanda (bandiera) | C     | Gyða Kristin Gunnarsdóttir    |
| 24 | Islanda (bandiera) | D     | Málfriður Erna Sigurðardóttir |
| 26 | Islanda (bandiera) | C     | Sylvia Birgisdótir            |
| 37 | Islanda (bandiera) | C     | Jana Sól Valdimarsdóttir      |

### Rosa 2017
Rosa e numeri aggiornati al 21 luglio 2017.
| N. |                      | Ruolo | Calciatrice                                |
| -- | -------------------- | ----- | ------------------------------------------ |
| 1  | Islanda (bandiera)   | P     | Berglind Hrund Jónasdóttir                 |
| 3  | Nicaragua (bandiera) | C     | Ana Victoria Cate                          |
| 5  | Australia (bandiera) | D     | Jenna McCormick                            |
| 6  | Islanda (bandiera)   | C     | Lára Kristín Pedersen                      |
| 7  | Islanda (bandiera)   | C     | Ásgerður Stefania Baldursdóttir (capitano) |
| 8  | Islanda (bandiera)   | A     | Sigrún Ella Einarsdóttir                   |
| 9  | Islanda (bandiera)   | D     | Kristrún Kristjánsdóttir                   |
| 10 | Islanda (bandiera)   | D     | Anna María Baldursdóttir                   |
| 11 | Islanda (bandiera)   | A     | Guðrún Karítas Sigurðardóttir              |
| 12 | Islanda (bandiera)   | P     | Þóra Björg Helgadóttir                     |
| 13 | Brasile (bandiera)   | D     | Nágela de Oliveira Andrade                 |

| N. |                    | Ruolo | Calciatrice                 |
| -- | ------------------ | ----- | --------------------------- |
| 14 | Islanda (bandiera) | A     | Donna Key Henry             |
| 15 | Islanda (bandiera) | D     | Kolbrún Tinna Eyjólfsdóttir |
| 16 | Islanda (bandiera) | C     | María Eva Eyjólfsdóttir     |
| 17 | Islanda (bandiera) | A     | Agla María Albertsdóttir    |
| 18 | Islanda (bandiera) | C     | Heiðrún Ósk Reynisdóttir    |
| 23 | Islanda (bandiera) | C     | Theodóra Dís Agnarsdóttir   |
| 24 | Islanda (bandiera) | D     | Bryndís Bjornsdóttir        |
| 26 | Islanda (bandiera) | A     | Harpa Þorsteinsdóttir       |
| 27 | Islanda (bandiera) | C     | Þórdís Hrönn Sigfúsdóttir   |
| 30 | Islanda (bandiera) | A     | Katrín Ásbjörnsdóttir       |